# Аггёльский национальный парк
Аггёльский национальный парк (азерб. Ağ göl Milli Parkı) — создан в 2003 году на территории Агджабединского и Бейлаганского районов Азербайджана.
Общая площадь национального парка 179,24 км² (783 га).  Создан на базе Аг-Гельского государственного заповедника и Аг-Гельского государственного заказника.
Парк иначе называют «перелётным Каспийским путём» и «птичьим раем».
Занесён в качестве водно-болотного угодья мировой значимости в список охраняемых объектов организации ЮНЕСКО.

## История
Первым учёным, комплексно обследовавшим озёра Мильской равнины и открывшим исключительное значение этого района (особенно озера Аггёль) для многих видов птиц, временно или на всю зиму останавливающихся здесь во время сезонных миграций, был орнитолог Владимир Виноградов (1909—1982). Именно по его инициативе в 1965 году на озере Аггёль был создан республиканский заказник, а позднее, в 1978 году, на существенно большей площади в Кура-Араксинской низменности — Аггёльский заповедник. На базе заказника и заповедника указом Президента Азербайджанской Республики Гейдара Алиева от 5 июля 2003 года был создан Аггёльский национальный парк.

## Расположение
Парк расположен в Мильской степи. Ландшафт полупустынный. Ввиду того, что это место является местом зимовки и гнездования птиц, этот парк можно назвать «орнитологическим участком».
Приблизительно 99 % территории парка состоит из водного пространства, а 1 % из островов и береговых линий. Данная территория является орнитологическим участком.
На территории национального парка преобладает полупустынный ландшафт и сухой субтропический климат. Преобладают всего три типа растительности: лугово-галофитный; пустынно-галофитный; пустынный ксерофитно-галофитный типы.
Средняя температура воздуха — приблизительно 14,5° С.

## Цель создания
Основной целью создания парка являются защита водно-болотных экологических систем, на которых массово зимуют и гнездятся перелётные, околоводные и водоплавающие птицы. Аггёль занесен в список ЮНЕСКО конвенции «О водно-болотных местах международного значения как участках обитания большинства водоплавающих птиц».

## Фауна
Орнитологическая фауна Аг-Гельского национального парка разнообразна. Здесь можно встретить более 140 видов птиц. Из них 89 видов гнездятся на территории парка.
| Название           | Научное название     |
| ------------------ | -------------------- |
| Млекопитающие      |                      |
| Дикий кабан        | Sus scrofa           |
| Нутрия             | Myocastor coypus     |
| Камышовый кот      | Felis chaus          |
| Заяц-русак         | Lepus europaeus      |
| Лесная куница      | Martes martes        |
| Рыжая лисица       | Vulpes vulpes        |
| Серна              | Rupicapra rupicapra  |
| Сурки              | Marmota              |
| Безоаровый козёл   | Capra hircus         |
| Бурый медведь      | Ursus arctos         |
| Европейская косуля | Capreolus capreolus  |
| Степной волк       | Canis lupus          |
| Птицы              |                      |
| Розовый фламинго   | Phoenicopterus       |
| Орлан-белохвост    | Haliaeetus albicilla |
| Кудрявый пеликан   | Pelicanus crispus    |
| Дрофа              | Otis tarda           |
| Лебедь             | Cygnus               |
| Орёл               | Aquila               |
| Серая куропатка    | Perdix perdix        |
| Рябчик             | Tetrastes bonasia    |
| Индейка            | Meleagris gallopavo  |
| Султанская курица  | Gallus gallus        |
| Рыбы               |                      |
| Щука               | Esox lucius          |
| Карп               | Cyprinus carpio      |

Из птиц на территории национального парка обитает более 140 видов птиц; к примеру, серебристая чайка, лысуха, болотный лунь, сопящий лебедь, серые красноголовые и черные утки, песчаный кулик и др.
В парке насчитывается более 22 видов животных и около 20 видов рыб. Здесь также встречаются животные, которые занесены в Красную книгу Азербайджанской Республики.